# Fábrica de Fluido Eléctrico Hispania
La Fábrica de Fluido Eléctrico Hispania, conocida popularmente como la Fábrica de la Luz, es una fábrica de electricidad construida por el arquitecto Francisco de Paula de Oliver Rolandi hacia 1900, en la Alameda de San Antón de la ciudad española de Cartagena (Región de Murcia).

## Arquitectura
El edificio fue construido por la compañía Hispania según proyecto del arquitecto Francisco de Paula de Oliver Rolandi en el año 1900. La fábrica tenía seis grandes máquinas de vapor de 5000 caballos de potencia, contaba además con dos grandes chimeneas de ladrillo, hoy derribadas.
La construcción tiene el interés urbanístico de ser el primer edificio del Ensanche, su parcelación se hizo con estricta sujeción a dicho proyecto y fue, por tanto, el primer punto de referencia arquitectónica de la nueva ciudad.
La nave principal de la fábrica es una de las más logradas muestras eclécticas de Oliver; mide 65 por 14 metros y era, para su época, de grandes dimensiones. Es de ladrillo rojo que alterna con gran cantidad de embocaduras, pilastras, impostas y cornisas de piedra artificial, con lo que consigue una bicromía muy contrastada. Los huecos se organizan en la planta baja por una fila de ventanas que en el segundo cuerpo son pareadas. La fachada de acceso tiene un remate a modo de pantalla decorativa, y sobre la puerta tiene la típica ventana circular enmarcada por molduras y dovelas.

## Historia

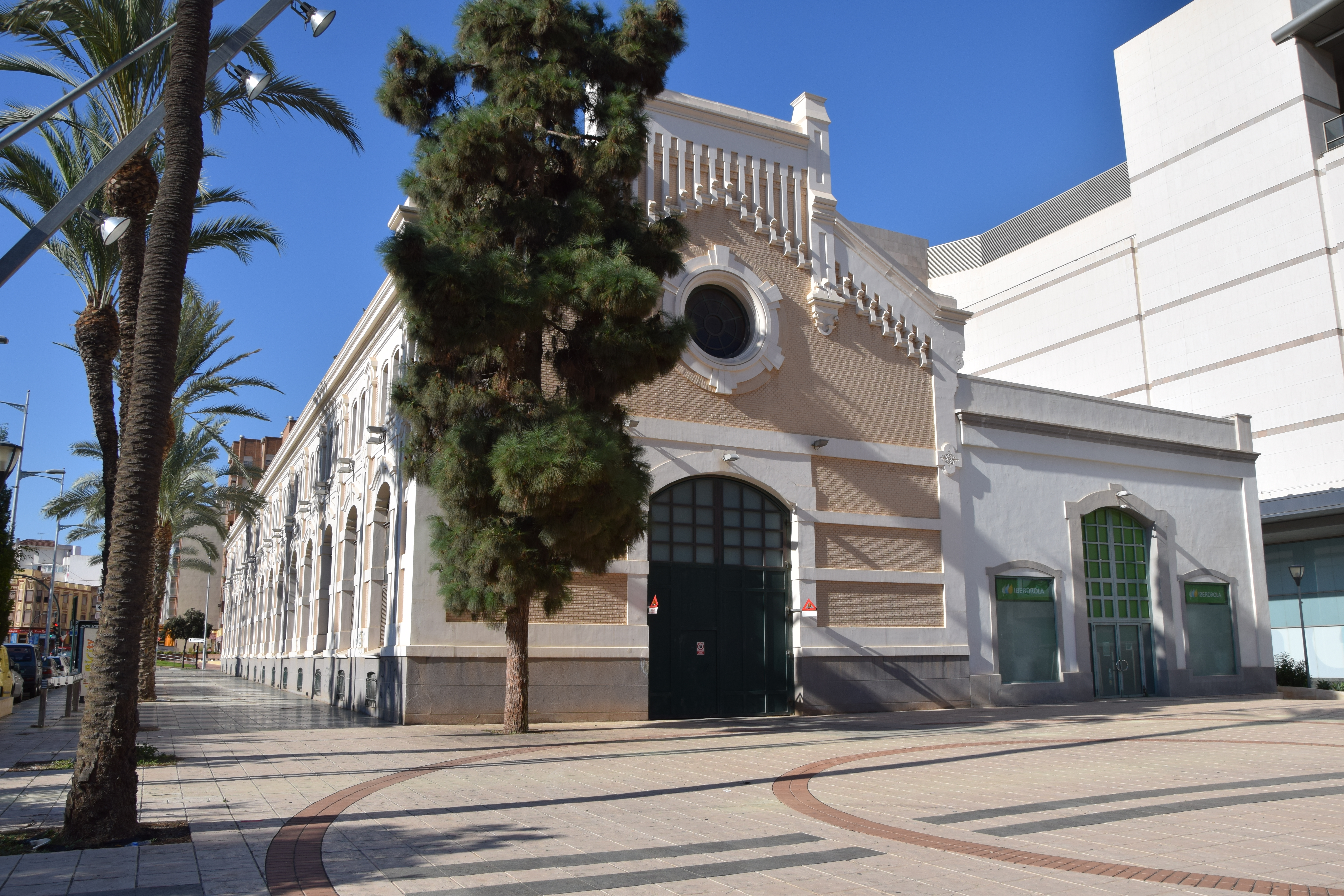
Vista de la fábrica.

El edificio, inicialmente propiedad de la compañía Hispania, pasó con el devenir de los tiempos a la multinacional Iberdrola, que la utilizó como subestación.
A comienzos de la década de 2000 el edificio fue restaurado coincidiendo con la construcción en el solar anexo de una delegación de El Corte Inglés en 2004. Con motivo de la entonces solo posible implantación del centro comercial, el grupo socialista del Ayuntamiento propuso recomendar a la compañía eléctrica el traslado del edificio, lo que fue rechazado por la mayoría plenaria del Partido Popular.
En 1994 fue incoado un expediente de declaración del edificio como Bien de Interés Cultural, que sin embargo no ha tenido aún resolución definitiva.